# Balkáni nyelvi unió
A balkáni nyelvi unió (ismert német nevén Balkan Sprachbund) olyan nyelvi jellegzetességek összessége, amelyet a Balkán-félsziget indoeurópai eredetű nyelvei, az albán, a görög, a latin és a szláv nyelvcsaládokba tartozó nyelvek egyszerre mutatnak fel. Annak ellenére, hogy szókészletükben nem sok hasonlóságot mutatnak, bizonyos nyelvtani, szintaktikai és fonológiai aspektusokban mégis egyeznek.

## Kutatástörténet
Hans Erich Thunmann 1774-ben megjelent művében kiadta Theodhor Kavalioti görög-albán-vlah (arumén~aromán) szótárát, s ezzel nemcsak az albanológiát alapozta meg, hanem felhívta a nyelvészek figyelmét az albán és a román nyelv szókincsének közös elemeire is. A dél-szláv és a keleti újlatin nyelvek közötti hasonlóságokat először a szlovén Jernej Kopitar figyelte meg 1829-ben. August Schleicher német nyelvész 1850-ben kiadott tanulmányában továbbfejlesztette az areális, azaz a a földrajzilag szomszédos nyelvek egymásra gyakorolt hatásának vizsgálatát. Franz Miklosich 1861-es művében alaposabban tanulmányozta a dél-szláv és a román nyelvek közötti hasonlóságot. Gustav Meyer 1891-ben kiadta az albán nyelv első etimológiai szótárát (Etymologisches Wörterbuch der albanesischen Sprache), amelyben már felsorolta a ma ismert közös albán-román lexikális elemek jelentős részét, sőt, számos konkrét példával illusztrálta az albán nyelv hatását az új-görög szókincsre is. Az 1920-as, '30-as években gyors fejlődésnek indult balkanisztikai kutatások hamarosan feltárták a balkáni nyelvek szókincsének, alaktanának és frazeológiájának közös vagy hasonló vonásait is. A 'nyelvi unió' (языковой союз - yazykovoy soyuz) kifejezést eredetileg a nyelvész és történész Nyikolaj Trubeckoj alkotta meg egy 1923-as tanulmányában, de ezt csak 1928-ban mutatták be először egy nemzetközi nyelvészkonferencián, melyen az eredeti orosz fogalmat lefordították németre, így született meg a 'Sprachbund' kifejezés. Más források szerint a 'nyelvi unió' fogalmát a román nyelvész, Alexandru Rosetti alkotta meg 1958-ban.[forrás?] Trubeckoj kutatásaival egyidőben, a német Gustav Weigand és a dán Kristian Sandfeld nyelvészek, a hasonlóságok alapján kidolgozták a Balkáni Nyelvi Unió elméletét. Előbbinek két műve is, utóbbinak pedig egy, a Linguistique balkanique (Balkáni nyelvészet) című monográfiája jelentős a témában.
A Balkáni Nyelvi Unió elméletének még ma is számos híve van (köztük néhány neves nyelvész is), de más kutatók kezdettől fogva csupán egy kézenfekvő, kényelmes magyarázatnak tekintették, amellyel szőnyeg alá lehet söpörni a balkáni nyelvek hasonló vonásainak egész problematikáját.

## A balkáni nyelvi unió nyelvei
A következő nyelvek mutatnak fel hasonlatosságokat:
- albán,
- görög,
- indo-árja (cigány),
- latin nyelvek (román, aromán, isztroromán)
- szláv nyelvek (bolgár, macedón, szerb-horvát /különösen annak torlák dialektusa/)

A török nyelv csak szókészletben és a határozatlan névelő szubjunktívval való felcserélésében kapcsolódik a többiekhez.
Juoko Lindstedt finn nyelvész kidolgozott egy „balkanizációs indexet”, amely azt mutatja meg, hogy az adott nyelvre mennyire jellemző a balkáni nyelvi unió tizenkét közös jellegzetessége. Ennek eredményei a következők:
| Nyelv                | Index |
| -------------------- | ----- |
| Macedón              | 12    |
| Balkáni szláv        | 11.5  |
| Albán                | 10.5  |
| Görög, balkáni latin | 9.5   |
| Romani (cigány)      | 7.5   |

## Kritikák

### A nyelvek természetes egymásra gyakorolt hatása
A Balkáni Nyelvi Unió elméletéből csupán az a tény fogadható el, hogy fejlődésük során a Balkán népei hosszabb-rövidebb időre szomszédi kapcsolatokba kerültek egymással, és esetenként tartós és békés együttélés is kialakult közöttük. Történelmük során, gyakran huzamosabb ideig ugyanannak a nagy birodalomnak a területén éltek és vándorolhattak, akár jobb megélhetést, akár biztonságos létfeltételeket keresve. A szimbiózis során különböző csoportok keveredhettek egymással, amelyek megőrizték ugyan saját etnikai jellegüket, de az azonos életmód - a félnomád, transzhumáló pásztorkodás - következtében a férfilakosság kétnyelvű volt. Ilyen körülmények között természetes módon kialakulhattak közöttük a hasonlóságok, és elkerülhetetlenek voltak a kölcsönös nyelvi hatások.

### A nyelvek eltérő életkora
A Balkáni Nyelvi Unióba sorolt nyelvek eltérő "életkora” az egyik olyan fő indok, ami miatt sok nyelvész megkérdőjelezi az elméletet. Az albán és a görög már az ókorban beszélt nyelvek voltak, míg a többi balkáni nyelv sokkal fiatalabb, csak a középkor első harmadában vagy még később alakult ki, ami felvet néhány logikai problémát. A Balkáni Nyelvi Unió hipotézisének kidolgozói, és későbbi védelmezői egyáltalán nem vették figyelembe ezt a változatos kronológiai képet. Mindmáig nem tudtak egyértelmű választ adni arra az alapvető kérdésre, hogy mikor mehetett végbe az a bizonyos konvergens fejlődés?

### Folyamatos nyelvi fejlődés vagy nyelvcsere
A Balkáni Nyelvi Unió nyelvei olyan alapvető tulajdonságokban is eltérnek egymástól, hogy egy részük (az albán, a görög, és a szerb-horvát) hosszú fejlődés után jutott el ősi formájától a mai nyelvállapotig, míg a többiek (a bolgár, a macedón, és a román) nyelvváltáson estek át, azaz magasabb anyagi és szellemi kultúrájú hódító uralma alatt fokozatosan átvették a hódító nyelvét. Megőrizték ugyan saját artikulációs bázisukat, esetleg ősi szókincsük kisebb-nagyobb részét is, de egykori alapszókincsükön  egy új nyelv született. Ennek legjellegzetesebb balkáni példája a mai román nyelv, amely egy trák (indoeurópai) nyelvi szubsztrátum romanizálásának eredményeként született valamikor a 7. század folyamán. A macedón és a bolgár esetében szintén nyelvváltás következett be. A macedón nyelvet illetően mindinkább teret hódít az a feltevés, hogy a hajdani makedón (az ógöröggel rokon, de messze nem azonos indoeurópai nyelv) a hellenizmus során elgörögösödött, majd a Balkán délkeleti, déli területeire benyomuló első szláv hullám hatására elszlávosodott. Ami a bolgár nyelv elszlávosodását illeti, ez még ennél is bonyolultabb kérdés, hiszen a bolgárok eredeti nyelvéről tudjuk, hogy a ponti-kaszpi és a Szibériába átnyúló sztyeppe türk etnikumaihoz tartoztak, bolgártörökök voltak (a mai bolgár nyelvtudomány protobolgároknak nevezi őket), akik a hunok, az avarok, a besenyők, a kumánok stb. nyelvével rokon nyelvet beszéltek, amikor az 5. sz. táján betelepülési engedélyt kértek a bizánci császártól, majd ennek megtagadása után fegyveres erővel törtek be a Balkánra. Itt való- színűleg felszínesen romanizált trák lakosságot találtak, amelynek vezető rétegével gyorsan keveredtek és asszimilálódtak. Sajnos szinte semmilyen bizonyítékunk sincs arra, hogy milyen nyelven beszéltek a 9. sz. végéig, amikor Szimeon cár beengedte a keresztény hittérítőket, maga is megkeresztelkedett, népe pedig átvette Kirill és Metod szláv nyelvét. Egy fehér holló trák maradványszónak tekinthető a mai bolgár nyelvben az as ‘én’ személynévmás.